# Pain of Salvation
Pain of Salvation är ett rockband från Eskilstuna, Sverige som verkar inom subgenren progressive metal. Deras musik kännetecknas av långa kompositioner med avancerade taktarts- och tonartsbyten. Musiken är tekniskt krävande och ofta genreöverskridande med inslag av folkmusik, funk, pop och disco. Bandet har släppt åtta fullängdsskivor. De ofta politiska texterna behandlar ämnen som vattenförorening, vapenindustri, kärnkraft/uranbrytning, relationer, sexualitet, droger och sexuellt utnyttjande." Bandet har i flera sammanhang ställt upp för välgörande ändamål.
Den 6 februari 2010 medverkade Pain of Salvation i första deltävlingen av Melodifestivalen 2010 i Fjällräven Center i Örnsköldsvik med låten Road Salt. De gick vidare till Andra chansen i Örebro den 6 mars samma år där de röstades ut efter en duell mot Pernilla Wahlgren. Road Salt finns på Pain of Salvations sjunde fullängdsalbum, Road Salt One, som släpptes 14 maj 2010.

## Bandnamnet
Namnet "Pain of Salvation" valdes av Daniel Gildenlöw:
| ” | Jag ville ha ett namn som betydde något, ett namn som var mer än ett coolt uttryck. För mig, har namnet Pain of Salvation en innebörd av balans. Att ta det goda med det onda. Det är även ett bra uttryck att använda i vardagen, när något inte går som planerat; "well, that’s just the pain of salvation," för att indikera att detta bara är litet bakslag på en annars smärtfri resa mot ditt mål." | „ |
| – | |   |

## Historia

### Tidiga år
Vid elva års ålder, 1984, bildade Daniel Gildenlöw bandet Reality. 1987 ställde de upp i Rock-SM som ett av de yngsta banden någonsin, med en medelålder på 14 år. 1990 spelade bandet via musikkonceptet Twilight Voices in några låtar, och några av dessa kom att användas på Pain of Salvations skivor. Året därefter bytte bandet namn till Pain of Salvation. 1993 gick man till länsfinal i Musik Direkt, och 1994 gick bandet till riks- och galafinal i samma tävling. 1996 började skivbolag intressera sig för bandet, efter att de släppt sin första demo, Hereafter. De tackade nej till ett erbjudande från Mike Varney, eftersom han ville ändra namn på bandet och göra det mindre politiskt. Istället skrev de på kontrakt med skivbolagen Roasting House (Sverige) och Belle Antique/Avalon (Japan). 1997 gav Pain of Salvation ut sitt debutalbum Entropia, och fick bra kritik av tidningar över hela världen.[källa behövs] 1998 gavs skivan One Hour by the Concrete Lake ut, och samma år skrev bandet kontrakt med skivbolaget InsideOut. Skivan fick toppbetyg av många musikmagasin världen över, däribland det nederländska rockmagasinet Aardschok, som gav den 100 av 100 i betyg.
1999 åkte bandet på turné i Europa med brittiska Threshold och italienska Eldritch. 2000 gavs cd:n The Perfect Element, Part I och singeln Ashes ut. Singeln fick även en video. 2001 gav sig bandet ut på turné i Europa med bandet Arena. Under turnén bröt Daniel Gildenlöw fingrarna och fick spela med gipsad arm. Trots detta slutfördes turnén. 2002 var Pain of Salvation husband vid uppsättningen av Jesus Christ Superstar. Samma år gavs skivan Remedy Lane ut, och bandet åkte på turné med Dream Theater. 2003 gick de över helt till skivbolaget InsideOut, från Roasting House. Samma år satte bandet upp verket "BE" i Eskilstuna. I framförandet medverkade orkestrar och användes videoprojektioner, samt en pool och oljetunnor. I verket ingick även meddelanden till Gud som spelats in av fans över hela världen, på telefonsvarare. 2004 spelade bandet in den akustiska cd:n 12:5. Samma år spelade de in BE, och bandet tilldelas "Eskilstuna Kommuns Musikpris", som tidigare vunnits av bland andra Kent.

### Protest mot USA

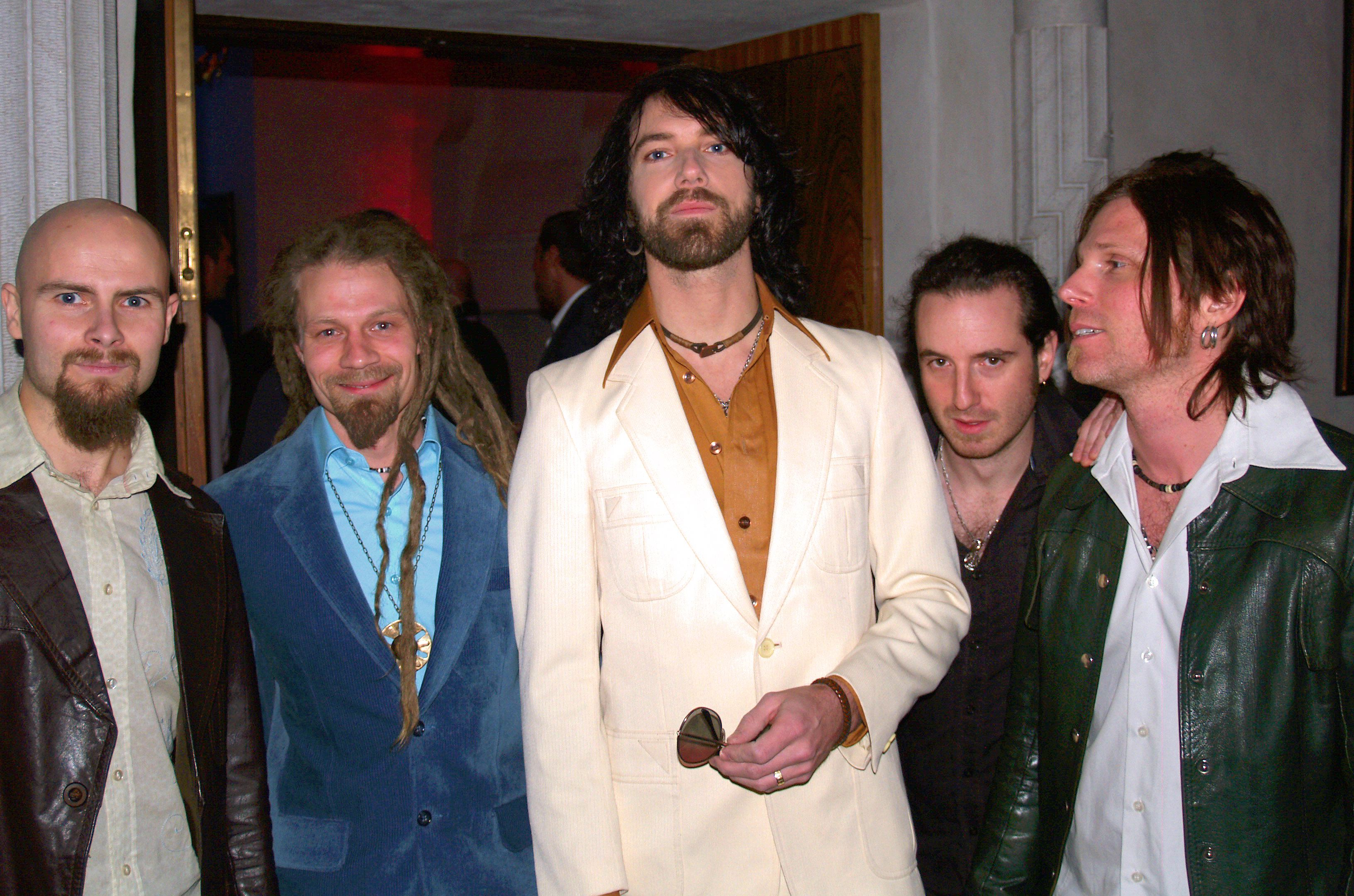
Pain of Salvation på efterfesten av Andra Chansen i Melodifestivalen 2010.

2005 tillkännagav Daniel Gildenlöw att han vägrade att resa till USA på grund av införandet av tvång på fingeravtryck för alla som reser in i landet. Bandet släppte samma år livealbumet "BE" (Original Stage Production). Istället för USA åkte de på turnéer i Europa och Sydamerika. 2006 tackade de återigen nej till en USA-turné. 2007 släpptes skivan Scarsick, som fick maxbetyg från många utländska musiktidningar. Albumet fick höga listplaceringar i flera länder och toppnoterade som 6:a på svenska albumlistan och 1:a på hårdrockslistan. Göteborgsposten utnämnde låten Disco Queen från skivan till "Bäst just nu". 2007 tackade bandet återigen nej till en USA-turné. 2008 började den franska trummisen Léo Margarit i bandet. Samma år framträdde Pain of Salvation på Sweden Rock Festival, och de började även spela in albumet Road Salt One.
Inte förrän 2009, när Barack Obama blev president i USA, släppte Pain of Salvation sitt stopp mot USA-resor. Samma år släppte bandet dvd:n Ending Themes (On the Two Deaths of Pain of Salvation) och cd:n med samma namn. CD:n kom på första plats för standardutgåvan av albumet och femteplats för den begränsade utgåvan på Amazon.fr och på fjärdeplats på Amazon.com. På den svenska DVD-listan kom dvd:n på andra plats, efter Ulf Lundell. Tillsammans med Dream Theater och Zappa Plays Zappa gav sig bandet ut på en USA-turné, och framträdde även vid Messe Frankfurt. Flera stora turnéer tvingades dock ställas in när skivbolagets distributörer gick i konkurs, vilket medförde att skivan Road Salt fick skjutas upp.

### Melodifestivalen
I december 2009 bekräftades det att titelspåret på det nya dubbelalbumet, "Road Salt", skulle vara med i Melodifestivalen 2010. Samma år släppte bandet EP:n Linoleum. Pain of Salvation åkte med Dream Theater på turné till Australien, och turnerade därefter i Europa.
I Melodifestivalen framträdde bandet under den första semifinalen med låten Road Salt och kvalificerade sig till Andra chansen den 6 mars. Där åkte de dock ut mot Pernilla Wahlgren med liten marginal, och tog sig inte till final. Dan Backman på SvD utsåg Pain of Salvation tillsammans med Salem Al Fakir och Hanna Lindblad till de tre intressantaste deltagarna i Melodifestivalen. Vid framförandet av Road Salt hade man de billigaste scenkläderna i tävlingens historia. Kameran var stilla hela låten igenom, och ljusshowen var minimal.

## Medlemmar
Nuvarande medlemmar
- Daniel Gildenlöw – sång, gitarr, basgitarr (1984− )
- Johan Hallgren – gitarr, sång (1998−2011, 2017– )
- Léo Margarit – trummor, bakgrundssång (2007− )
- Daniel Karlsson – keyboard, bakgrundssång (2011– )

Tidigare medlemmar
- Joakim Strandberg – basgitarr (1984–1990)
- Mikael Pettersson – trummor, slagverk (1984–1989)
- Daniel Magdic – gitarr, sång (1984–1997)
- Johan Langell – trummor, slagverk, sång (1989–2007)
- Magnus Johansson – basgitarr (1990–1992)
- Kristoffer Gildenlöw – basgitarr, sång (1994–2006)
- Fredrik Hermansson – keyboard (1996−2011)
- Simon Andersson – basgitarr, sång (2007–2008)
- Ragnar Zolberg (Ragnar Sólberg Rafnsson) – gitarr, bakgrundssång (2013–2017)
- Gustaf Hielm – basgitarr (2013–2020)

Turnerande medlemmar
- Gustaf Hielm – basgitarr (1992–1994, 2011–2013)
- Per Schelander – basgitarr (2009–2010)
- Daniel Karlsson – basgitarr, keyboard (2011)
- Clay Withrow – gitarr, sång (2014)
- Ragnar Zolberg – gitarr, sång (2012–2013)

## Diskografi

### Studioalbum
| 1997                                                                    | Entropia - Släppt: Augusti 1997                       | -   | -  |
| 1998                                                                    | One Hour by the Concrete Lake - Släppt: Juli 1998     | -   | -  |
| 2000                                                                    | The Perfect Element, Part I - Släppt: 31 oktober 2000 | -   | -  |
| 2002                                                                    | Remedy Lane - Släppt: Februari 2002                   | -   | -  |
| 2004                                                                    | BE - Släppt: September 2004                           | -   | -  |
| 2007                                                                    | Scarsick - Släppt: 22 januari 2007                    | 155 | 6  |
| 2010                                                                    | Road Salt One - Släppt: 17 maj 2010                   | -   | 17 |
| 2011                                                                    | Road Salt Two - Släppt: 26 september 2011             | -   | 24 |
| 2014                                                                    | Falling Home - Släppt: 10 november 2014               | -   | -  |
| 2017                                                                    | In the Passing Light of Day - Släppt: 13 januari 2017 | -   | -  |
| 2020                                                                    | Panther - Släppt: 2020                                | -   | -  |
| "—" betyder att den inte gick in på listan eller släpptes i det landet. |                                                       |     |    |

### Livealbum
- 12:5 (2004)
- Fan Club CD 2006 (2006)
- Ending Themes (On the Two Deaths of Pain of Salvation) (2009)
- Remedy Lane Re:Lived (2016)

### EP
- The Painful Chronicles (1999)
- Linoleum (2009)

### Singlar
- "Ashes" (2000)
- "Road Salt" (2010)
- "Sisters" (2010)

### Demo
- Hereafter (1996)
- Repent (91-92)
- Unknowing (1993)

### Samlingsalbum
- Original Album Collection - Discovering Pain Of Salvation (5CD, 2016)

### Videor
- "BE" (Original Stage Production) (2005, live DVD)
- Ending Themes (On the Two Deaths of Pain of Salvation) (2009, live DVD)